# Иван Сусанин (патрульный ледокол)
«Ива́н Суса́нин» (по классификации НАТО: англ. Ivan Susanin-class patrol ship) — дизель-электрический ледокол в составе ВМФ СССР и России, головное судно проекта 97П. Назван в честь легендарного национального героя Смутного времени — костромского крестьянина Ивана Сусанина.

## Проект
Ледокольные пограничные сторожевые корабли проекта 97П были спроектированы для морских частей пограничных войск КГБ СССР (МЧПВ КГБ СССР) в конце 1960-х годов на основе уже выпускавшихся серийно ледоколов проекта 97, и предназначались для несения дозорной службы в водах с тяжёлой ледовой обстановкой, а также для вытеснения ледоколов США и Канады из арктической зоны СССР.
Всего в период с 1972-го по 1981 годы было построено 8 ледокольных судов проекта 97П:
- 6 как пограничные сторожевые корабли для МЧПВ КГБ СССР;
- 2 как патрульные ледоколы для ВМФ СССР («Иван Сусанин» и «Руслан», вступившие в строй в 1973-м и 1975 годах соответственно).

## Технические характеристики
Основные тактико-технические характеристики по проекту:
- длина наибольшая: 70 м;
- длина пo KBЛ: 62 м;
- ширина наибольшая: 18,1 м;
- ширина по KBЛ: 17,5 м;
- осадка: 6,14 м;
- высота от основной плоскости до клотика мачты: 33 м;
- водоизмещение стандартное: 2785 т;
- водоизмещение полное: 3710 т;
- мощность энергетической установки: 3 × 1800 л. с.;
- скорость полного хода: 15,4 уз;
- дальность плавания полным ходом: 6000 миль;
- дальность плавания экономическим ходом: 10 700 миль;
- автономность: 50 суток;
- экипаж: 123 человека (в том числе 10 офицеров).

### Вооружение
Артиллерийское вооружение вместе с радиолокационным оборудованием общего обнаружения и управления огнём было демонтировано (см. § Служба), с возможностью последующей установки в случае мобилизации.
- 1 × 2 — 76-мм артустановка АК-726 с радиолокационной системой управления (РЛСУ) МР-105 «Турель»;
- 2 × 30-мм автомата АК-630 с РЛСУ МР-123 «Вымпел»;
- РЛС общего обнаружения МР-302 «Рубка».

Авиационное и специальное оборудование
- 1 ВППл для вертолёта типа Ка-27 (ранее Ка-25);
- 1 командирский катер проекта 1390;
- 1 рабочий катер проекта 338П.

## Строительство
Заложен 31 июля 1972 года (заводской № 02650) на Ленинградском Адмиралтейском объединении (бывшем Адмиралтейском заводе) по заказу ВМФ СССР в качестве патрульного ледокола. Спущен на воду 28 февраля 1973 года. После достройки на плаву сдан флоту 31 декабря 1973 года.

## Служба
«Иван Сусанин» перешёл Северным морским путём к месту несения службы на Камчатке, войдя в состав Камчатской флотилии разнородных сил (КчФлРС) Краснознамённого Тихоокеанского флота. В дальнейшем с ледокола было снято вооружение и радиолокационное оборудование (кроме навигационного), а само судно переведено в состав вспомогательного флота КчФлРС в качестве портового ледокола.
В 1979 году участвовал во встрече атомной подводной лодки К-320 проекта 670 «Скат», совершившей переход с Северного флота на Тихоокеанский. Также обеспечивал первый в истории Тихоокеанского флота поход атомной подводной лодки К-212 проекта 670 «Скат» подо льдом в Чукотском море до 76° с. ш.
Современное состояние
По состоянию на 2020 год портовый ледокол «Иван Сусанин» входил в состав сил Объединённого командования войск и сил на Северо-Востоке. Обеспечивал расчистку ото льда судоходных фарватеров и ледокольную проводку подводных лодок, надводных кораблей и судов Краснознамённого Тихоокеанского флота, а также гражданских судов.

### Комментарии
1. ↑  Согласно классификации Регистра СССР.